# Botoșești-Paia
Botoșești-Paia est une commune roumaine située dans le județ de Dolj.